# Wembley Championships 1984
Il Wembley Championships 1984 è stato un torneo di tennis giocato sul sintetico indoor della Wembley Arena di Londra in Inghilterra. È stata la 36ª edizione del torneo che fa parte del Volvo Grand Prix 1984. Il torneo si è giocato dal 5 all'11 novembre 1984.

## Campioni

### Singolare maschile
Ivan Lendl ha battuto in finale  Andrés Gómez con il punteggio di 7–6, 6–2, 6–1

### Doppio maschile
Andrés Gómez /  Ivan Lendl hanno battuto in finale  Pavel Složil /  Tomáš Šmíd con il punteggio di 6–2, 6–2